# Victor Auburtin

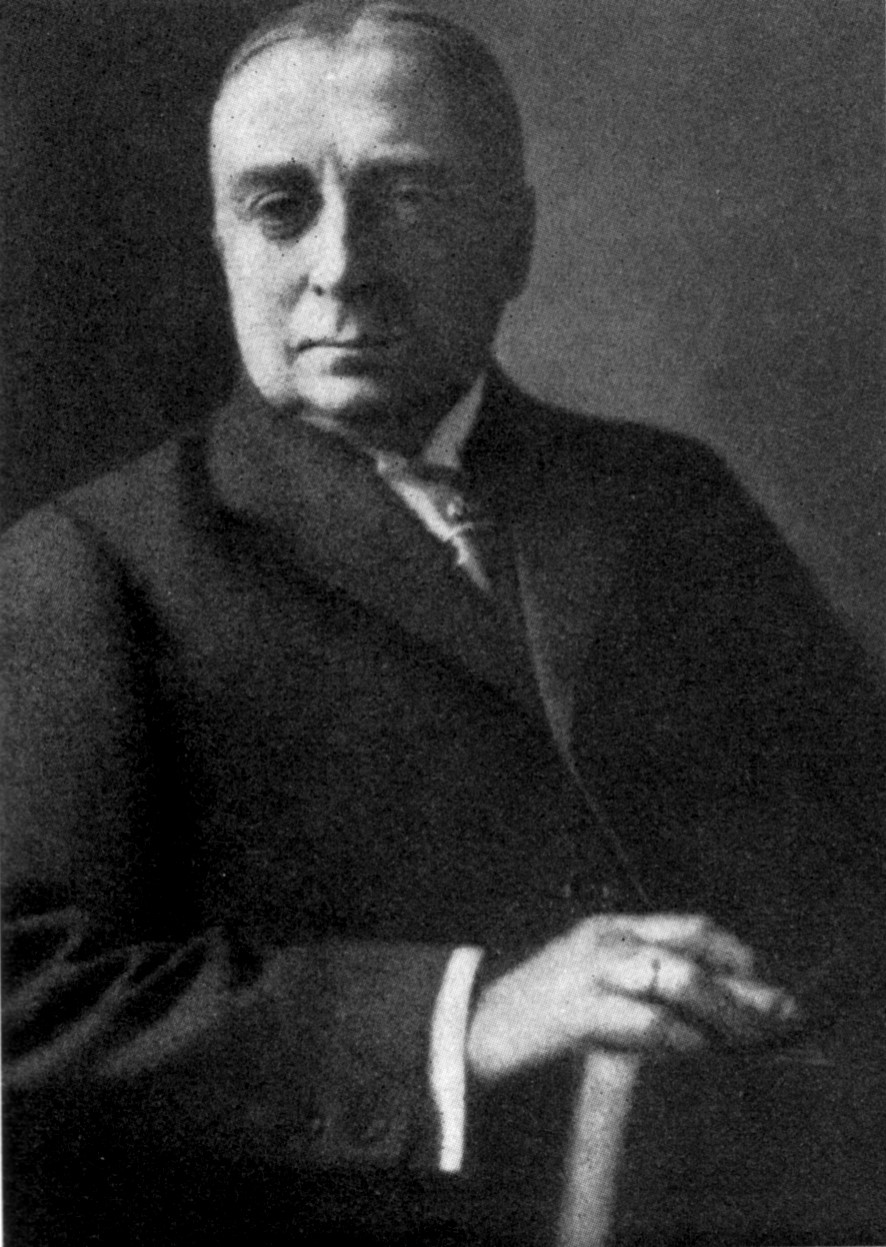
Victor Auburtin

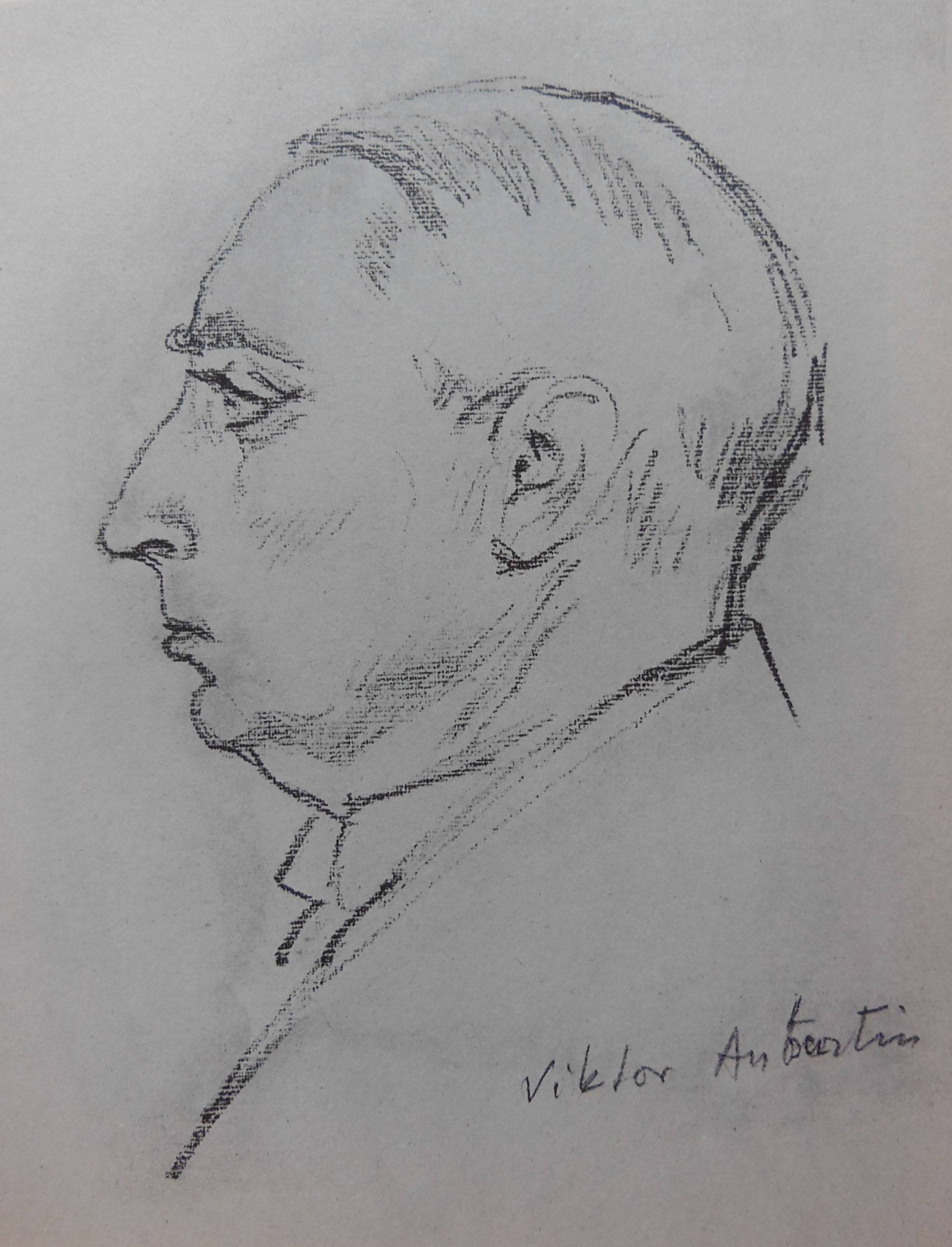
Porträt Auburtins von Emil Orlik, Madrid 1925

Victor Auburtin (* 5. September 1870 in Berlin; † 28. Juni 1928 in Partenkirchen) war ein deutscher Journalist und Schriftsteller.

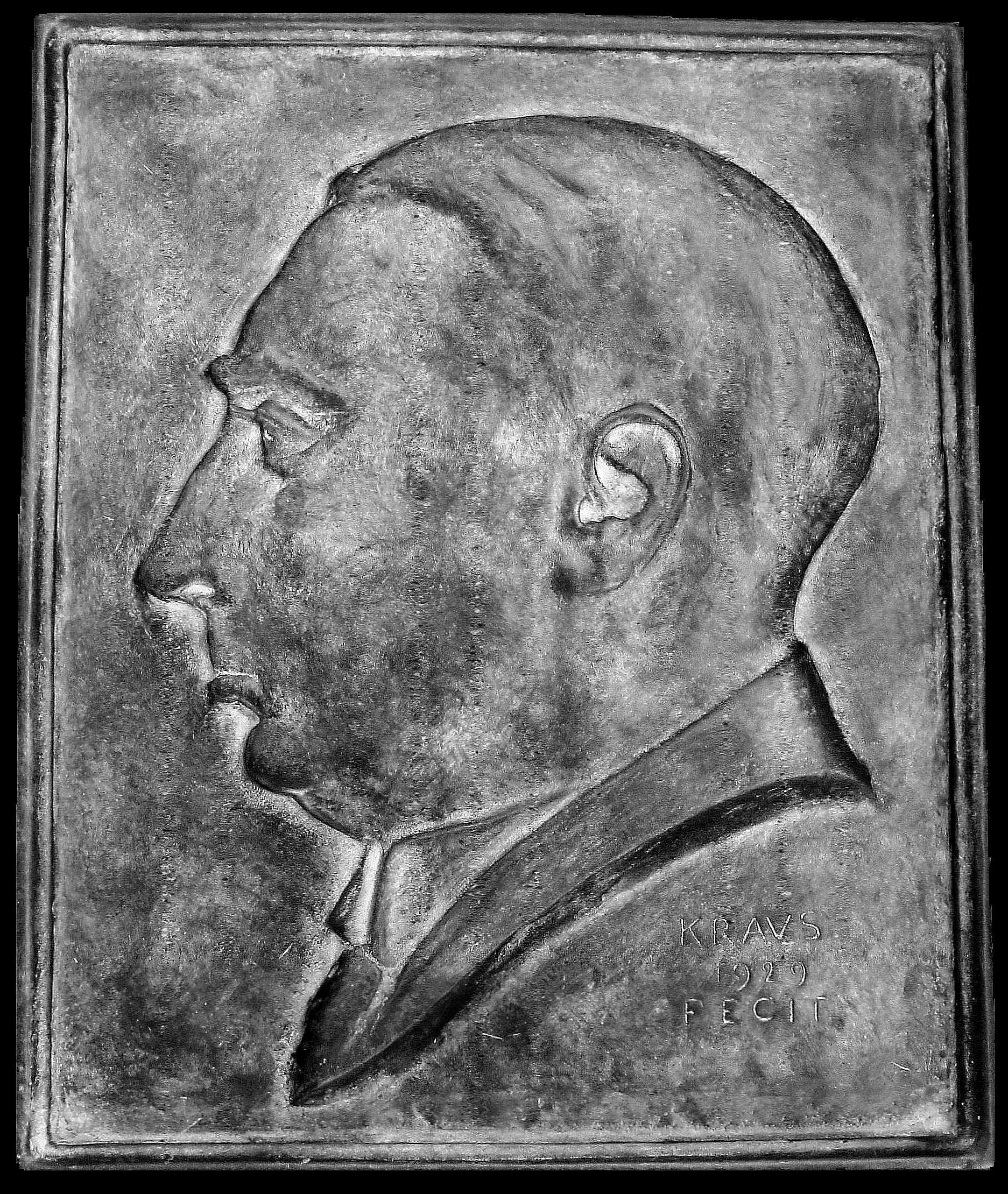
Victor Auburtin, Relief der Grabplatte

## Leben
Auburtin stammte von einer Familie französischer Einwanderer nach Preußen ab und war ein Enkel des Leibkochs von Friedrich Wilhelm III., Charles Louis Benoit Auburtin (1808–1885). Sein Vater war der Hofschauspieler Charles Boguslav Auburtin, später Redakteur der Berliner Börsenzeitung (1837–1915), seine Mutter die Hofschauspielerin Charlotte Marie Eglseer. Zunächst Schüler am Französischen Gymnasium in Berlin studierte Auburtin später, unterbrochen von einem Ausflug in die Schauspielerei, Germanistik, Kunst- und Literaturgeschichte in Berlin, Bonn und Tübingen und schloss mit einer Dissertation ab. Im Anschluss arbeitete er für die Berliner Börsen-Zeitung, die Zeitschriften Jugend und Simplicissimus.
Für das Berliner Tageblatt war er von 1911 bis 1914 als Auslandskorrespondent in Paris. 1914 wurde er nach Ausbruch des Ersten Weltkriegs als feindlicher Ausländer in Besançon inhaftiert und war drei Jahre lang Gefangener in Morsiglia auf Korsika; erst nach schwerer Krankheit wurde er entlassen und über die Schweiz nach Deutschland abgeschoben. Sein Leben im Internierungslager fand seinen Niederschlag in dem Bändchen Was ich in Frankreich erlebte. Ab 1917 arbeitete er als Reiseschriftsteller und freier Korrespondent unter anderem in Madrid und zuletzt 1928 in Rom. 
Während der Inflationszeit trat Auburtin im Berliner Kabarett Karussell auf. Hans Reimann urteilte: „Ein soignierter Mann, den den Raffkes prickelnde Gefühle wie ein Löwe ohne Gitterstäbe“ verursacht.
Schwer traf ihn die ausbrechende Geisteskrankheit seiner Frau Hedwig, geb. Gudlowski in späteren Jahren.

## Werk
Auburtins journalistische und literarische Arbeiten bewegen sich zwischen der Literatur der Jahrhundertwende und der klassischen Moderne gleichermaßen wie zwischen dem Frankreich seiner Vorfahren und seiner Heimat Deutschland bzw. Preußen. Seine Texte zeichnen sich durch eine anekdotische Leichtigkeit aus, ein Dandytum und eine elitäre, tendenziell konservative Haltung, die aber nicht selten vom politischen Konservatismus stark abweicht.
So bewunderte Auburtin den französischen Sozialisten Jean Jaurès als Person ungemein, lehnte seine politischen Positionen aber ab. Mit neuen Kunstrichtungen konnte er oft wenig anfangen, bekämpfte sie aber nicht wie andere Konservative, sondern stand ihnen eher mit einem gewissen distanzierten, nicht unbedingt unfreundlichen, skeptischen Interesse gegenüber. Jeder Ideologie zog er den Genuss vor, eine Tendenz, die in seinen Schriften, inhaltlich wie im Stil, klar hervortritt.
"Er nannte sich selbst einen Feuilletonisten und Humoristen, doch seine Heiterkeit war von Verzweiflung und Melancholie überschattet."

## Werke
- Der Ring der Wahrheit. Ein Märchenspiel in drei Akten, München, Albert Langen, 1907
- Die goldene Kette und anderes. Dreizehn Novellen, München, Albert Langen, 1907, abermals 1910
- Das Ende. Ein Schauspiel in drei Akten und einer Schlußszene, München, Albert Langen, 1910
- Die Onyxschale, München, Albert Langen, 1911
- Die Kunst stirbt. Ein Essay, München, Albert Langen 1911
- Was ich in Frankreich erlebte, Berlin, Mosse 1918; französische Übersetzung: Carnet d' un boche en France 1914-1917, 1918
- Pfauenfedern, München, Albert Langen 1921
- Ein Glas mit Goldfischen, München, Albert Langen, 1922; spanische Übersetzung Ramón de Luzmela: Un vaso con peces de oro, 1925
- Nach Delphi, München, Albert Langen, 1924
- Einer bläst die Hirtenflöte, München, Albert Langen, 1928, abermals 1930
- Kristalle und Kiesel. Auf Reisen gesammelt, München, Albert Langen 1930
- Schalmei. Aus dem Nachlass, herausgegeben von Wilmont Haacke, Hamburg 1948
- Das Suppenhuhn. Unveröffentlichtes Drama
- Der Feuilletonist greift in die Politik oder: Vergeblicher Versuch mit der Schreibmaschine die schöne neue Zeit aufzuhalten : Betrachtungen von der Seitenlinie, herausgegeben und mit einem Nachwort versehen von Hartmut Mangold, Berlin (Charlottenburg) : Das Arsenal, 2020, ISBN 978-3-931109-21-9
- Philosophie auf der Terrasse : Feuilletons, mit einem Nachwort von Alexander Kluy, Innsbruck, Limbus Verlag, 2025, ISBN 978-3-99039-267-6

Im Arsenal Verlag Berlin ist eine Werkausgabe in Einzelbänden, Gesammelte kleine Prosa, herausgegeben von Peter Moses-Krause erschienen.
Auburtin war auch als Übersetzer tätig:
- Victor Margueritte, Le couple, deutsch Der Weg der Frau
- Pierre Benoit, Kœnigsmark, deutsch Königsmark
- Pierre Benoit, La Chatelaine du Liban, deutsch Die Herrin vom Libanon.